# Calligonum barsukiense
Calligonum barsukiense är en slideväxtart som beskrevs av Yu. D. Soskov. Calligonum barsukiense ingår i släktet Calligonum och familjen slideväxter. Inga underarter finns listade i Catalogue of Life.